# Silvana Tenreyro
Silvana Tenreyro, née le 6 septembre 1973, est une économiste de nationalité anglo-italo-argentine. Elle est professeure d'économie à la London School of Economics.

## Biographie
Tenreyro obtient un Bachelor summa cum laude à l'université nationale de Tucumán en 1997, puis une maîtrise de l'université Harvard en 1999 et un doctorat d'économie de la même université en 2002.
Elle travaille à la Réserve fédérale américaine de Boston de 2002 à 2004 et à la Banque de Maurice de 2012 à 2014. Elle est nommée pour un mandat de trois ans au Comité de politique monétaire de la Banque d'Angleterre à partir de juillet 2017,,.

## Distinctions
- Juillet 2018 : Membre de la British Academy (FBA)[7]
- 2022 : Lauréate du prix Birgit-Grodal[8]

## Recherches
Ses recherches se concentrent surtout sur la macroéconomie, l'économie monétaire et l'économie internationale. Ses recherches ont été citées plus de 10 180 fois. Son article le plus cité, « The Log of Gravity », montre comment l'utilisation de logarithmes dans les régressions linéaires peuvent générer des estimations biaisées.
Tenreyro a aussi travaillé sur les problèmes économiques liés aux unions monétaires comme la zone euro.
Elle s'est plus généralement illustrée dans ses critiques contre le Brexit.

## Vie privée
Silvana Tenreyro possède les citoyennetés italienne, argentine et britannique.